# Historia

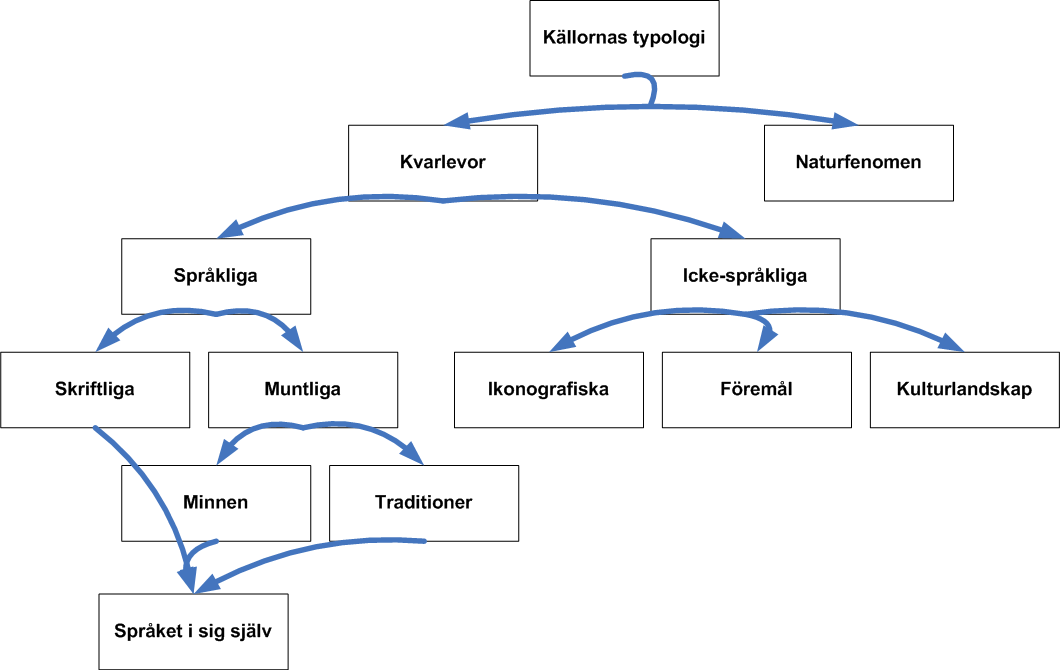
De historiska källornas typologi.

Historia (eller historievetenskap) är en vetenskaplig disciplin inom det humanistiska fältet. I sin vidaste definition avhandlar historieämnet all mänsklig verksamhet i det förflutna som vi känner till i det närvarande. Det akademiska ämnet historia vill skapa en sammanhängande framställning och en systematisk analys av förgångna händelser som har betydelse för människan. 
De som arbetar yrkesmässigt med historia kallas historiker. En professionell historiker har vanligen påbörjat eller genomfört en forskarutbildning i historia. Det finns dock också amatörhistoriker.

## Etymologi
Ordet ”historia” härstammar från det grekiska ordet ἱστορία (historía), ”att lära av undersökningen” och från ordet ἱστορέω (historéo), ”att undersöka”, ”att observera”, ”att förutspå”, som i sin tur kom från ordet ἵστωρ (hístor), ”en klok man”, ”en som vet rätt”, ”en domare”.

## Översikt
Ett grundläggande problem inom historisk forskning är källorna, då det många gånger endast finns fragmentariska lämningar av mänsklig verksamhet inom ett visst område. Ämnets närmare innebörd måste därför preciseras genom användandet av en viss historieteoretisk metod. Inom historievetenskapen diskuterar man traditionellt frågor som rör historiesyn och kravet på objektivitet i historieskrivningen. I diskussioner om historiesyn är det centralt vad en historiker uppfattar som drivkrafterna för historisk utveckling. Två historiker kan vara helt överens om vilka händelser som ett historiskt förlopp består av: till exempel franska revolutionen 1789; men på grund av olika historiesyn kan de ha helt olika förklaringar av orsakerna till förloppet.
Traditionellt dras en gräns mellan arkeologiämnet och historievetenskapen. Arkeologer arbetar med att analysera fyndmaterial och kring fyndmaterialet utveckla resonemang om historiskt liv. Historikern arbetar huvudsakligen med skriftliga källor och att beakta källans dubbla egenskaper: källan som kvarleva från det historiska förlopp i vilket den uppstått och ingått och källan som berättelse – krönikeartad eller förklarande – om händelser. Att granska, tolka och skapa en förståelse av källan och dess äkthet samt dess förhållande till andra källor kallas källkritik. Källkritiken omnämns ofta som historievetenskapens främsta bidrag till den vetenskapsteoretiska utvecklingen. 

### Uppdelning
Eftersom ämnet historia är så stort, behövs det någon form av organisation för att kategorisera alla underavdelningar. Medan författare, som H. G. Wells, Will Durant och Ariel Durant har skrivit universalhistoria, specialiserar sig de flesta historiker numera inom något fack.
Det finns flera sätt att klassificera historiska ämnen:
- Kronologiskt (efter tid eller datum).
- Geografiskt (efter region).
- Nationellt (efter nation).
- Etniskt (efter etnisk grupp).
- Ämne (efter ämne eller typ).

Några av ämnets underdiscipliner är ekonomisk historia, kulturhistoria, idéhistoria, marinhistoria, militärhistoria, politisk historia, kyrkohistoria, religionshistoria, socialhistoria, agrarhistoria och genushistoria.

## Historieskrivningens historia

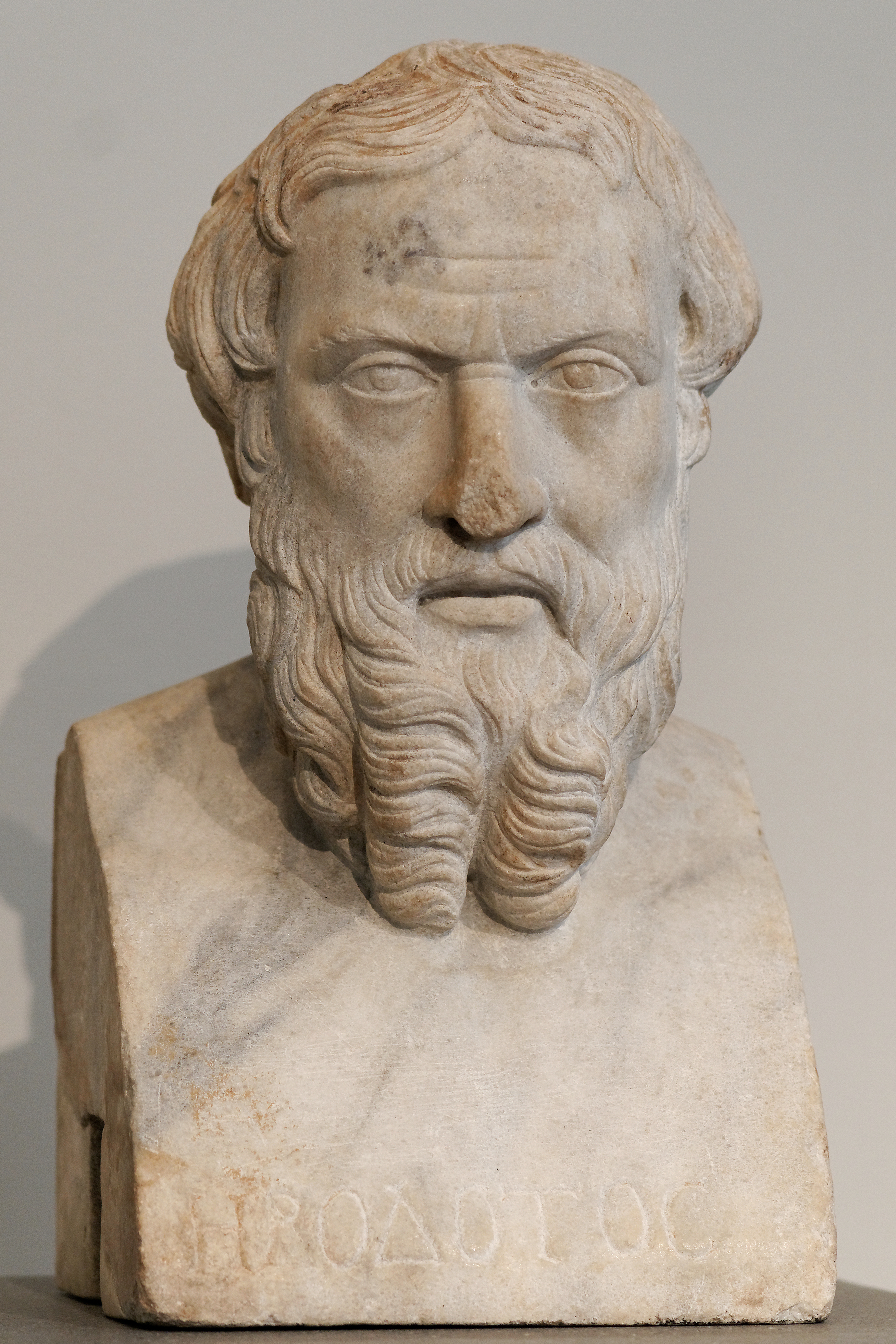
Byst av Herodotos. Kopia från 100-talet e.Kr, baserad på bronsoriginal från 400-talet f.Kr.

Som historieämnets fader brukar Herodotos hållas; före honom blandades historia med religiösa myter, som hos logograferna.
Historieämnets vetenskapliga akademisering tog fart på 1800-talet. Den tyske historikern Leopold von Ranke krävde en högre grad av saklighet i historieskrivningen. Ofta citeras hans ord att historikern skall skriva historien som den verkligen varit – ”wie es eigentlich gewesen”. Positivismen hade stort inflytande över ämnet under slutet av 1800-talet.

## Historieskrivningen i Sverige

### 1800-talet: politisk historia och stora översiktsverk
Historia som vetenskapligt ämne professionaliserades under 1800-talet. Inflytelserika svenska historiker under denna period var först Erik Gustaf Geijer och därefter Fredrik Ferdinand Carlson, Carl Gustaf Malmström och Clas Theodor Odhner. Antalet akademiska historiker var dock ytterst få – fyra professorsstolar och ett fåtal andra tjänster.
Geijer blev professor i Uppsala 1817 och publicerade mellan 1825 och 1838 tre omfattande översiktsverk över Sveriges historia: Svea rikes hävder (om forntiden), Svenska folkets historia (fram till drottning Kristinas abdikation 1654) och Teckning av frihetstiden (fram till 1789). Geijer framhävde mäktiga personers roll i historien och värderade de historiska aktörernas moraliska hållning. Geijers fokus på den politiska makten blev kännetecknande för efterföljande svenska historiker.
Geijers efterföljare på professorsstolen i Uppsala var Fredrik Ferdinand Carlsson. Förutom professorsstolen i Uppsala (från 1847) var han ecklestiastikminister under två perioder och ledamot av Svenska Akademien. I likhet med Leopold von Ranke (som han träffade i Berlin) sökte han en objektiv historieskrivning utifrån samtida källor. Carlsson fortsatte Geijers arbete med den svenska statens politiska historia och utgick främst från officiellt källmaterial. Han bidrog också till historieforskningens professionalisering genom att bidra till grundandet av Svenska historiska föreningen (1880) och Historisk tidskrift (1881).
Anders Fryxell (kyrkoherde, ledamot i Svenska Akademien och författare av texten till Ack Värmeland, du sköna) nådde ett stort publikt genomslag med sitt livsverk Berättelser ur svenska historien (1823–1879). Han gick till angrepp mot de etablerade historikerna vid lärosätena, bland annat genom att försvara adeln gentemot kungamakten och genom att använda ett bredare källmaterial än bara statsmaktens officiella källor. Enligt Rolf Torstendahl var hans källanvändning ”nyckfull, omedveten och okritisk”.
Kring sekelskiftet 1900 var Harald Hjärne, professor i Uppsala 1889–1913 tillika riksdagsman och ledamot i Svenska Akademien, den tongivande gestalten i svensk historisk forskning. Under hans ledning disputerade ett sextiotal historiker vid Uppsala universitet.

### Tidigt 1900-tal
Under det tidiga 1900-talet utvecklades källkritiken, i Sverige bland annat i miljön kring Lundabröderna Curt Weibull (professor i Göteborg 1925) och Lauritz Weibull (professor i Lund 1919). Genombrottet för denna nya källkritiska historieskrivning var Lauritz Weibulls Kritiska undersökningar i Nordens historia omkring år 1000 från 1911. Källor som använts flitigt av 1800-talets historiker – till exempel isländska sagor och Adam av Bremens skrifter – förkastades helt eller delvis. I senare studier granskade L. Weibull ett flertal historiska skeenden, bland annat i publikationerna Erik den helige (1917), Stockholms blodbad (1928) och Unionsmötet i Kalmar 1397 (1930).
Lauritz Weibull utmanade också den etablerade facktidskriften Historisk tidskrift med egna tidskriftsprojekt, först Historisk tidskrift för Skåneland (1901–1921) och därefter Scandia (grundad 1928).